# Colabata liliana
Colabata liliana är en fjärilsart som beskrevs av William Schaus 1900. Colabata liliana ingår i släktet Colabata och familjen silkesspinnare. Inga underarter finns listade i Catalogue of Life.